# Puchar Ukrainy w piłce nożnej (1998/1999)
Puchar Ukrainy 1998/1999 - VIII rozgrywki ukraińskiej PFL, mające na celu wyłonienie zdobywcy krajowego Pucharu, który zakwalifikuje się tym samym do Pucharu UEFA sezonu 1999/00. Sezon trwał od 1 sierpnia 1998 do 30 maja 1999.
W sezonie 1998/1999 rozgrywki te składały się z:
- meczu rundy wstępnej,
- dwumeczów 1/128 finału,
- dwumeczów 1/64 finału,
- dwumeczów 1/32 finału,
- dwumeczów 1/16 finału,
- dwumeczów 1/8 finału,
- dwumeczów 1/4 finału,
- dwumeczów 1/2 finału,
- meczu finałowego.

## Drużyny
Do rozgrywek Pucharu przystąpiło 63 kluby Wyższej, Pierwszej i Drugiej Lihi oraz zdobywca Pucharu Ukrainy spośród amatorów. 
| Kluby Wyższej Lihi: | Kluby Pierwszej Lihi: | Kluby Drugiej Lihi: | Zdobywca Pucharu spośród amatorów: |
| - CSKA Kijów - Dnipro Dniepropetrowsk - Dynamo Kijów - Karpaty Lwów - Krywbas Krzywy Róg - Metalist Charków - Metałurh Donieck - Metałurh Mariupol - Metałurh Zaporoże - Nywa Tarnopol - Prykarpattia Iwano-Frankowsk - SK Mikołajów - Szachtar Donieck - Tawrija Symferopol - Worskła Połtawa - Zirka Kirowohrad | - Bukowyna Czerniowce - Czornomoreć Odessa - Desna Czernihów - Dynamo-2 Kijów - FK Czerkasy - FK Lwów - Jawir Krasnopole - Kremiń Krzemieńczuk - Metałurh Nikopol - Naftowyk Ochtyrka - Nywa Winnica - Podilla Chmielnicki - Polihraftechnika Oleksandria - Polissia Żytomierz - Stal Ałczewsk - Szachtar Makiejewka - Torpedo Zaporoże - Wołyń Łuck | - Awanhard Roweńky - Cementnyk-Chorda Mikołajów - Czornomoreć Sewastopol - Dynamo-3 Kijów - Dynamo-SKA Odessa - Ełektron Romny - Hałyczyna Drohobycz - Hazowyk Komarno - Hirnyk-Sport Komsomolsk - FK Myrhorod - Krystał Chersoń - Krystał Czortków - Łokomotyw Smiła - Metałurh Nowomoskowsk - Naftowyk Dolina - Obołoń-PPO Kijów - Olimpija FK AES Jużnoukraińsk - Oskił Kupiańsk - Papirnyk Malin - Portowyk Iljiczewsk - SK Odessa - Systema-Boreks Borodzianka - Szachtar Stachanow - Tytan Armiańsk - Werchowyna Użhorod - Weres Równe - Wiktor Zaporoże - Zoria Ługańsk | - Zoria Chorostków                 |

## Terminarz rozgrywek

### Runda wstępna (1/256 finału)
| 1 sierpnia 1998  |     |                  |  |
| Krystał Czortków | 3:1 | Zoria Chorostków |  |

### 1/128 finału
|                                | 1 mecz | 2 mecz | Suma |                            |  |
| ------------------------------ | ------ | ------ | ---- | -------------------------- |  |
| 25 sierpnia i 29 sierpnia 1998 |        |        |      |                            |  |
| Portowyk Iljiczewsk            | 1:3    | 0:4    | 1:7  | SK Odessa                  |  |
| Metałurh Nowomoskowsk          | 4:0    | 4:2    | 8:2  | Wiktor Zaporoże            |  |
| Bukowyna Czerniowce            | 1:2    | 1:1    | 2:3  | Cementnyk-Chorda Mikołajów |  |
| Krystał Czortków               | 4:1    | 0:5    | 4:6  | Werchowyna Użhorod         |  |
| Czornomoreć Sewastopol         | 0:1    | 1:1    | 1:2  | Tytan Armiańsk             |  |
| Olimpija FK AES Jużnoukraińsk  | 3:1    | 2:0    | 5:1  | Łokomotyw Smiła            |  |
| Dynamo-3 Kijów                 | 0:4    | 0:1    | 0:5  | Systema-Boreks Borodzianka |  |
| Hirnyk-Sport Komsomolsk        | 0:2    | 1:3    | 1:5  | Obołoń-PPO Kijów           |  |
| Weres Równe                    | 0:2    | 0:3    | 0:5  | Hazowyk Komarno            |  |
| Naftowyk Dolina                | 0:0    | 1:2    | 1:2  | Papirnyk Malin             |  |
| Krystał Chersoń                | 3:1    | 1:0    | 4:1  | Dynamo-SKA Odessa          |  |
| Szachtar Stachanow             | 4:0    | 1:2    | 5:2  | Awanhard Roweńky           |  |
| Oskił Kupiańsk                 | 0:0    | 0:2    | 0:2  | Zoria Ługańsk              |  |
| Ełektron Romny                 | 4:1    | 2:1    | 6:2  | FK Myrhorod                |  |
| Hałyczyna Drohobycz            | 1:2    | 0:1    | 1:3  | Podilla Chmielnicki        |  |

### 1/64 finału
|                                | 1 mecz | 2 mecz | Suma |                            |                                                                                  |
| ------------------------------ | ------ | ------ | ---- | -------------------------- | -------------------------------------------------------------------------------- |
| 22 września i 27 września 1998 |        |        |      |                            |                                                                                  |
| Czornomoreć Odessa             | 1:1    | 1:3    | 2:4  | SK Odessa                  |                                                                                  |
| Polihraftechnika Oleksandria   | 1:0    | 1:3    | 2:3  | Metałurh Nowomoskowsk      | (dod.)                                                                           |
| Cementnyk-Chorda Mikołajów     | 0:0    | 2:2    | 2:2  | Nywa Winnica               |                                                                                  |
| Werchowyna Użhorod             | 1:0    | 1:3    | 2:3  | FK Lwów                    |                                                                                  |
| Olimpija FK AES Jużnoukraińsk  | 0:1    | -:+    | 0:1  | Kremiń Krzemieńczuk        | przez niesprawność autobusu Olimpija FK AES Jużnoukraińsk nie przyjechał na mecz |
| FK Czerkasy                    | 3:0    | 0:0    | 3:0  | Systema-Boreks Borodzianka |                                                                                  |
| Jawir Krasnopole               | 2:1    | 2:1    | 4:2  | Obołoń-PPO Kijów           |                                                                                  |
| Hazowyk Komarno                | 3:2    | 2:0    | 5:2  | Dynamo-2 Kijów             |                                                                                  |
| Polissia Żytomierz             | 1:1    | 0:1    | 1:2  | Papirnyk Malin             |                                                                                  |
| Metałurh Nikopol               | 4:1    | 2:3    | 6:4  | Krystał Chersoń            |                                                                                  |
| Szachtar Stachanow             | 2:6    | 0:1    | 2:7  | Stal Ałczewsk              |                                                                                  |
| Szachtar Makiejewka            | 1:2    | 1:1    | 2:3  | Zoria Ługańsk              |                                                                                  |
| Ełektron Romny                 | 2:2    | 0:2    | 2:4  | Naftowyk Ochtyrka          |                                                                                  |
| Podilla Chmielnicki            | 1:0    | 1:3    | 2:3  | Wołyń Łuck                 |                                                                                  |
| 25 września i 27 września 1998 |        |        |      |                            |                                                                                  |
| Tytan Armiańsk                 | 1:1    | 0:2    | 1:3  | Torpedo Zaporoże           |                                                                                  |

### 1/32 finału
|                                      | 1 mecz | 2 mecz | Suma |                            |        |
| ------------------------------------ | ------ | ------ | ---- | -------------------------- | ------ |
| 2 października i 6 października 1998 |        |        |      |                            |        |
| SK Odessa                            | 2:0    | 4:3    | 6:3  | Metałurh Nowomoskowsk      |        |
| FK Lwów                              | 5:0    | 2:3    | 7:3  | Cementnyk-Chorda Mikołajów |        |
| Torpedo Zaporoże                     | 0:2    | 0:0    | 0:2  | Kremiń Krzemieńczuk        |        |
| Jawir Krasnopole                     | 0:0    | 1:3    | 1:3  | FK Czerkasy                |        |
| Hazowyk Komarno                      | 2:0    | 0:5    | 2:5  | Desna Czernihów            | (dod.) |
| Metałurh Nikopol                     | 1:0    | 0:0    | 1:0  | Papirnyk Malin             |        |
| Zoria Ługańsk                        | 0:0    | 0:7    | 0:7  | Stal Ałczewsk              |        |
| Naftowyk Ochtyrka                    | 5:4    | 0:1    | 5:5  | Wołyń Łuck                 |        |

### 1/16 finału
|                                        | 1 mecz | 2 mecz | Suma |                              |                                                                 |
| -------------------------------------- | ------ | ------ | ---- | ---------------------------- | --------------------------------------------------------------- |
| 11 października i 16 października 1998 |        |        |      |                              |                                                                 |
| Metałurh Zaporoże                      | 3:2    | 1:3    | 4:5  | SK Odessa                    |                                                                 |
| FK Lwów                                | 2:1    | -:+    | -:+  | Metalist Charków             | przez podstawę piłkarzy Karpaty-2 Lwów FK Lwów dyskwalifikowany |
| Zirka Kirowohrad                       | 5:1    | 3:0    | 8:1  | Kremiń Krzemieńczuk          |                                                                 |
| FK Czerkasy                            | 1:1    | 2:3    | 3:4  | Tawrija Symferopol           |                                                                 |
| Desna Czernihów                        | 1:1    | 0:1    | 1:2  | Prykarpattia Iwano-Frankowsk |                                                                 |
| Metałurh Nikopol                       | 1:1    | 1:2    | 2:3  | SK Mikołajów                 |                                                                 |
| Metałurh Mariupol                      | 2:0    | 3:3    | 5:3  | Stal Ałczewsk                |                                                                 |
| CSKA Kijów                             | 0:0    | 2:2    | 2:2  | Wołyń Łuck                   |                                                                 |

### 1/8 finału
|                                 | 1 mecz | 2 mecz | Suma |                              |  |
| ------------------------------- | ------ | ------ | ---- | ---------------------------- |  |
| 3 listopada i 12 listopada 1998 |        |        |      |                              |  |
| Karpaty Lwów                    | 2:0    | 2:3    | 4:3  | Metałurh Mariupol            |  |
| 8 listopada i 12 listopada 1998 |        |        |      |                              |  |
| SK Odessa                       | 2:4    | 0:4    | 2:8  | Dynamo Kijów                 |  |
| Metałurh Donieck                | 0:1    | 2:3    | 2:4  | Metalist Charków             |  |
| Zirka Kirowohrad                | 0:0    | 1:0    | 1:0  | Dnipro Dniepropetrowsk       |  |
| Nywa Tarnopol                   | 0:2    | 0:2    | 0:4  | Tawrija Symferopol           |  |
| Szachtar Donieck                | 4:0    | 3:4    | 7:4  | Prykarpattia Iwano-Frankowsk |  |
| SK Mikołajów                    | 1:2    | 0:3    | 1:5  | Krywbas Krzywy Róg           |  |
| CSKA Kijów                      | 0:0    | 0:1    | 0:1  | Worskła Połtawa              |  |

### 1/4 finału
|                                  | 1 mecz | 2 mecz | Suma |                    |  |
| -------------------------------- | ------ | ------ | ---- | ------------------ |  |
| 16 listopada i 20 listopada 1998 |        |        |      |                    |  |
| Metalist Charków                 | 1:2    | 0:3    | 1:5  | Dynamo Kijów       |  |
| 17 listopada i 21 listopada 1998 |        |        |      |                    |  |
| Tawrija Symferopol               | 2:1    | 0:1    | 2:2  | Zirka Kirowohrad   |  |
| Szachtar Donieck                 | 2:1    | 0:0    | 2:1  | Krywbas Krzywy Róg |  |
| Worskła Połtawa                  | 2:3    | 0:3    | 2:6  | Karpaty Lwów       |  |

### 1/2 finału
|                           | 1 mecz | 2 mecz | Suma |                  |        |
| ------------------------- | ------ | ------ | ---- | ---------------- | ------ |
| 28 kwietnia i 6 maja 1999 |        |        |      |                  |        |
| Zirka Kirowohrad          | 1:5    | 0:1    | 1:6  | Dynamo Kijów     |        |
| Karpaty Lwów              | 1:0    | 1:2    | 2:2  | Szachtar Donieck | (dod.) |

### Finał
Mecz finałowy rozegrano 30 maja 1999 na Stadionie Olimpijskim w stolicy Kijowie.
| Dynamo Kijów | 3:0 | Karpaty Lwów |  |

| Zdobywca Pucharu Ukrainy 1998/99 |
| -------------------------------- |
| Dynamo Kijów 4 tytuł             |
| złoto                            |